# Gymnochthebius hesperius
Gymnochthebius hesperius är en skalbaggsart som beskrevs av Perkins 2005. Gymnochthebius hesperius ingår i släktet Gymnochthebius och familjen vattenbrynsbaggar. Inga underarter finns listade i Catalogue of Life.